# Меншиков, Александр Данилович
Алекса́ндр Дани́лович Ме́ншиков (6 [16] ноября 1673, Москва — 12 [23] ноября 1729, Берёзов, Сибирская губерния) — русский государственный и военный деятель, ближайший сподвижник и фаворит Петра I, генералиссимус (12 мая — 8 сентября 1727 года), адмирал (6 мая — 8 сентября 1727 года).
Первый санкт-петербургский генерал-губернатор (1703—1724 и 1725—1727), президент Военной коллегии (1719—1724 и 1726—1727). Граф (1702), князь (1705) Священной Римской империи, светлейший князь Ижорский (1707).
После смерти Петра I способствовал воцарению Екатерины I, стал фактическим правителем России (1725—1727): «первый сенатор», «первый член Верховного тайного совета» (1726), при Петре Втором — генералиссимус морских и сухопутных войск (12 мая 1727 года). 8 сентября 1727 года подвергся опале, лишён имущества, титулов, званий и наград. Под арестом с 8 сентября 1727 года по 4 апреля 1728 года, затем сослан с семьёй в Сибирь, где через полтора года умер.

## Происхождение
О происхождении Меншикова достоверных документальных сведений не сохранилось, мнения историков на этот счёт весьма разноречивы. Отец царедворца, Данила Меншиков, умер в 1695 году. По популярной в народе версии, до того как попасть в окружение сподвижника Петра I Ф. Я. Лефорта, будущий «полудержавный властелин» продавал в столице пироги.

«О происхождении Меншикова, — сообщает в своих записках прусский генерал на русской службе Манштейн, — существует общее мнение, что он сын крестьянина, отдавшего его в учение пирожнику в Москве, и что он, распевая, разносил по городу пироги, что он был замечен Петром I и понравился ему своими ловкими и острыми ответами. Царь отдал его в услужение к Лефорту, а от него взял к себе и мало-помалу составил его счастье. Другие же утверждают, будто отец Меншикова находился на военной службе при царе Алексее Михайловиче, а сам Меншиков служил конюхом при дворе царя, так как очень часто дворяне служили при царских конюшнях…»
Н. И. Костомаров наделяет эту историю новыми подробностями:

«Мальчишка отличался остроумными выходками и балагурством, что было в обычае у русских разносчиков, этим он заманивал к себе покупателей. Случилось ему проходить мимо дворца знаменитого и сильного в то время Лефорта; увидев забавного мальчика, Лефорт позвал его к себе в комнату и спросил: „Что возьмёшь за всю свою коробку с пирогами?“ — „Пироги извольте купить, а коробки без позволения хозяина я продать не смею“, — отвечал Александр — так звали уличного мальчика. „Хочешь у меня служить?“ — спросил его Лефорт. „Очень рад, — отвечал тот, — только надобно отойти от хозяина“. Лефорт купил у него все пирожки и сказал: „Когда отойдёшь от пирожника, тотчас приходи ко мне“. …Меншиков поступил к Лефорту и надел его ливрею».
По мнению Соловьёва, Меншиков родился в незнатной семье близ Владимира и был сыном придворного конюха, ставшего капралом Преображенского полка. При жизни Меншикова считалось, что он выходец из литовских дворян, сам же «светлейший», обзаведясь княжеским достоинством, пытался возвести своё генеалогическое древо к правителям балтийских славян-ободритов, но обе эти версии вызывают у историков обоснованные сомнения. Впрочем, и легенда о продавце пирожков, впервые появившаяся в записках датского посланника Юста Юля и француза на русской службе Вильбоа, а позже в «Рассказах о Петре Великом» Нартова, могла быть пущена в оборот противниками князя, чтобы принизить его, на что указывал ещё Пушкин:

«…Меншиков происходил от дворян белорусских. Он отыскивал около Орши своё родовое имение. Никогда не был он лакеем и не продавал подовых пирогов. Это шутка бояр, принятая историками за истину».
Один из дореволюционных биографов Меншикова Г. В. Есипов справедливо заметил: «Нартов говорит только, что Меншиков был пирожник; но в то время пирожником мог быть и сын дворянина, и сын торгового человека, и посадского, и крестьянина: сословной знати в нынешнем значении не существовало, кроме семей боярских». Утверждение белорусского историка В. П. Грицкевича о происхождении «светлейшего» из обедневшего шляхетского рода Менжик (бел. Menzyk, пол. Mężyk) герба Вадвич, частично поддержанное российским историком-архивистом С. Р. Долговой, встретило возражения со стороны современных исследователей, хотя и не было полностью опровергнуто. Российский историк Беспятых считает, что отец Меншикова Данила попал в 1654 году под Смоленском в русский плен, в 1689 году служил потешным конюхом, затем гвардейцем, а в 1695 году погиб в Первом Азовском походе, допуская родство временщика с известным корабельным мастером Г. А. Меншиковым.

## Личные качества
Иностранцы и современники изображали «светлейшего» человеком совершенно безграмотным, к примеру, фельдмаршал Миних по этому поводу писал:

«Примечательно, что князь Меншиков, не будучи рожден дворянином, не умея даже ни читать, ни писать, пользовался, благодаря своей деятельности, таким доверием своего господина, что мог на протяжении многих лет подряд управлять столь обширной империей…»
Некоторые исследователи оспаривают подобное утверждение, поскольку известны автографы Меншикова. Известный российский учёный-математик В. И. Арнольд утверждал, что в архиве Лондонского королевского общества он видел подпись «светлейшего» четырьмя крестами. Для биографа Меншикова Н. И. Павленко неграмотность князя очевидна: «Среди десятков тысяч листов, сохранившихся в фамильном архиве Меншикова, не обнаружено ни одного документа, написанного рукой князя. Не попадались и следы правки и редактирования составленных документов. Даже сотни писем к Дарье Михайловне, сначала наложнице, а затем законной супруге, не говоря уже о тысячах писем к царю и вельможам, все до единого были написаны канцеляристами». Собранная временщиком обширная библиотека, несомненно, являлась данью тогдашней моде, а также предназначалась для грамотных жены и детей.
Вместе с тем не вызывает сомнений тот факт, что Меншиков разбирался в военных чертежах и способен был понимать содержание присылаемых ему писем и документов; во всяком случае, не сохранилось никаких сведений о том, что Пётр I упрекал своего любимца в безграмотности. Голштинский придворный Ф. В. Берхгольц, подробно освещая в своём дневнике 11 (22) октября 1721 года торжества по случаю заключения Ништадтского мира, рассказывает о том, как князь «читал о производствах по армии», то есть оглашал подробный список повышенных в чинах генералов и офицеров, заучить который наизусть, по справедливому замечанию Ю. Н. Беспятых, было практически невозможно.
Английский посол Чарльз Уитворт писал о том, что учиться малограмотному фавориту воспрещал лично Пётр I, который в юности сам не получил систематического образования: «Он малообразован, так как царь никогда не позволял ему учиться читать и писать, а чересчур стремительное возвышение не оставляло ему времени для наблюдений и приобретения жизненного опыта». В зрелом возрасте, однако, Меншиков выучился довольно бегло говорить по-немецки, как об этом свидетельствует вышеназванный Юст Юль, а познакомившийся со «светлейшим» в 1702 году голландский художник и путешественник Корнелис де Брюйн сообщает, что тот «довольно хорошо понимал по-голландски». Как справедливо заметил историк Дмитрий Бантыш-Каменский, необразованность князя компенсировалась его недюжинным природным умом, хитростью, звучным голосом, привлекательной наружностью и высоким ростом.

## Возвышение

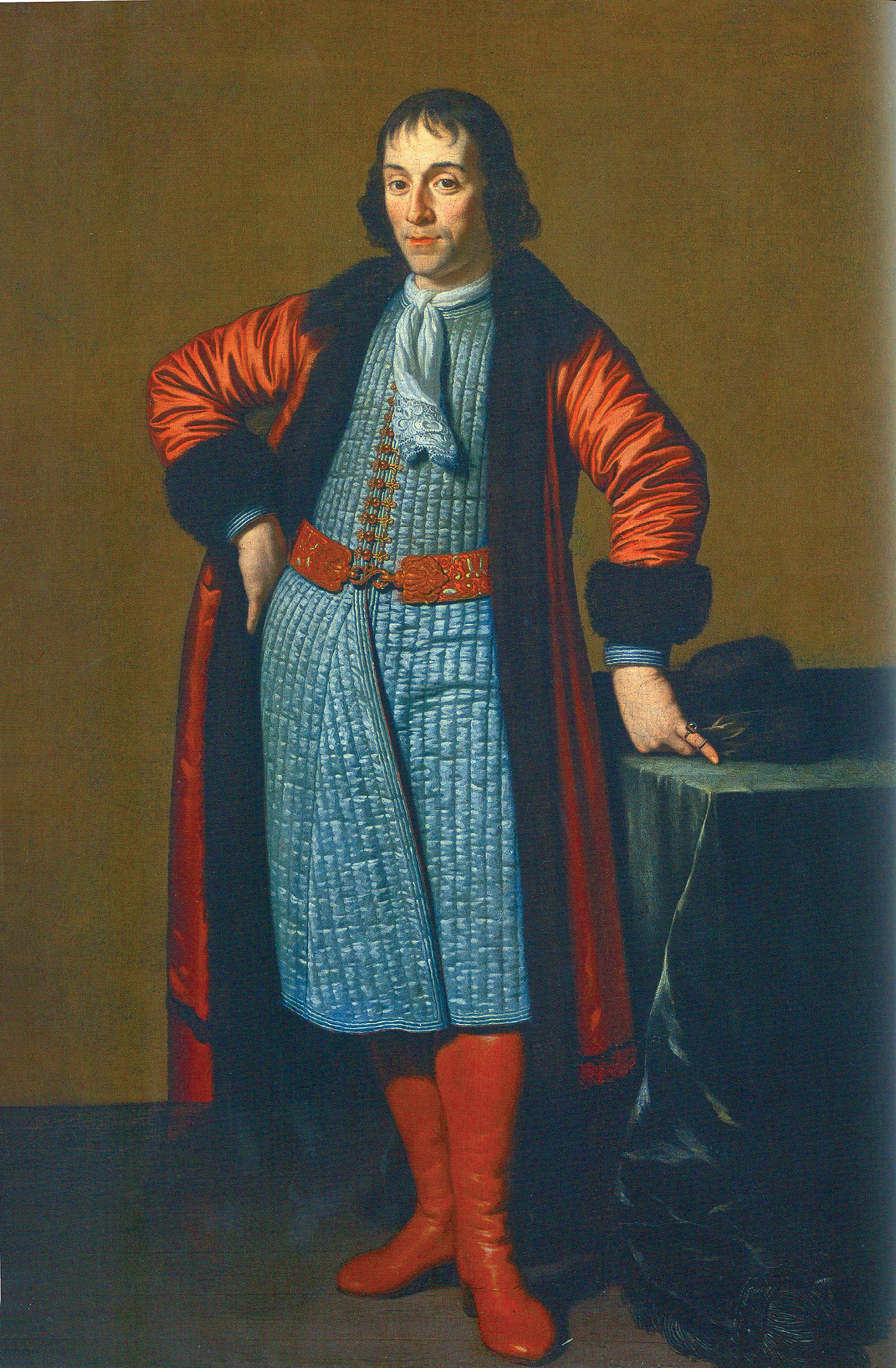
М. ван Мюссхер. Портрет Александра Меншикова, написанный в Голландии во время Великого посольства (1698).

Находясь с 1686 года в услужении у Лефорта, в возрасте 14 лет Меншиков был принят Петром в денщики, сумел быстро приобрести не только доверие, но и дружбу царя, стать его наперсником во всех затеях и увлечениях. Помогал ему в создании «потешных войск» в селе Преображенское (с 1693 года значился бомбардиром Преображенского полка, где Пётр был капитаном бомбардирской роты; после участия в расправе над стрельцами получил чин сержанта, с 1700 года — поручик бомбардирской роты). В 1699 году получил звание корабельного подмастерья.
Меншиков безотлучно находился при царе, сопровождая его в поездках по России, в Азовских походах (1695—1696), в «Великом посольстве» (1697—1698) в Западную Европу. После смерти Лефорта Меншиков стал первым помощником Петра, оставаясь его любимцем многие годы. Наделённый от природы острым умом, прекрасной памятью и большой энергией, Александр Данилович никогда не ссылался на невозможность исполнить поручение и делал всё со рвением, помнил все приказания, умел хранить тайны, как никто другой (в то время), мог смягчать вспыльчивый характер царя.
В народе стремительное возвышение Меншикова приписывалось его сексуальной связи с царём; за распространение слухов о «блудном житье» Петра с Меншиковым были подвергнуты аресту в 1698 году купец Г. Р. Никитин, в 1702 году — каптенармус Преображенского полка Владимир Бояркинский, а в 1718 году — управляющий имениями вельможи Кикина Дуденков.

## Военачальник при Петре Великом
Во время Северной войны (1700—1721) Меншиков командовал крупными силами пехоты и кавалерии, отличился при осаде и штурме крепостей, а также во многих сражениях. В то же время из-за интриг и конфликтов с А. Д. Меншиковым оставили русскую службу многие иностранные генералы: Г. Г. Розен, Г. Б. Огильви (1706), Г. Гольц (1711), Л. Н. Алларт (1712).

### Начальный этап Северной войны
В начале войны носил чин поручика бомбардирской роты Преображенского полка. В битве при Нарве (1700) не участвовал, вместе с царём покинув армию накануне сражения.
В 1702 году при взятии Нотебурга своевременно подоспел со свежими силами к М. М. Голицыну, начавшему штурм. В 1703 году участвовал в осаде Ниеншанца, а 7 мая 1703 года, действуя с Петром в устье Невы и начальствуя отрядом из 30 лодок, одержал первую морскую победу над шведами, смелым абордажным ударом пленив два неприятельских корабля — галиот «Гедан» и шняву «Астрильд». Царь велел выбить медаль с лаконичной надписью: «Небываемое бывает». Меншиков получил в награду орден святого Андрея Первозванного (№ 7, одновременно с Петром I — кавалером № 6). В указе о награждении, изданном 10 (21) мая 1703 года — за 6 дней до официальной даты основания Санкт-Петербурга, Меншиков уже именовался генерал-губернатором.
Указом Петра I от 19 июля 1703 года для формирования полка губернатора Меншикова предписывалось «прибрать изо всяких чинов тысячу человек самых добрых, и взрачных людей». По уровню денежного и хлебного жалованья этот полк приравнивался к Преображенскому и Семёновскому. В дальнейшем полк получил название Ингерманландского.
Меншиков стал первым генерал-губернатором Петербурга (с 1703 года и, с небольшим перерывом, до своей опалы в 1727 году), руководил строительством города, а также Кронштадта, корабельных верфей на реках Нева и Свирь (Олонецкая верфь), Петровского и Повенецкого пушечных заводов. В качестве генерал-губернатора сформировал, помимо Ингерманландского пехотного, Ингерманландский драгунский полк.

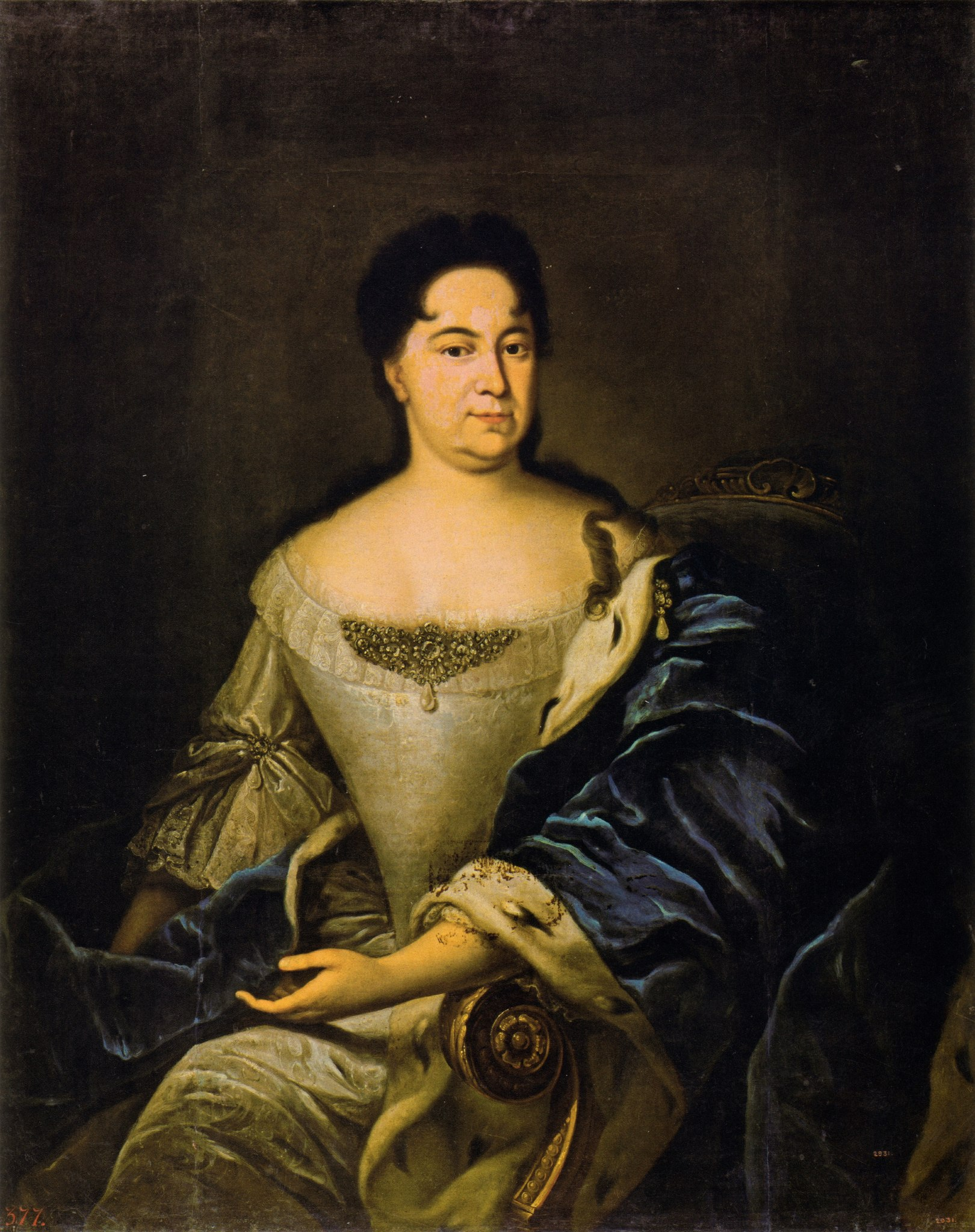
Портрет Дарьи Михайловны Меншиковой, до 1727 г.

Продолжая участвовать в боевых действиях, содействовал завоеванию Нарвы и Ивангорода, награждён чином генерал-майора (1704). Когда в феврале-марте 1705 года царь Пётр I поручил Меншикову инспекцию русской армии генерал-фельдмаршала Б. П. Шереметева, стоявшей в Великом княжестве Литовском, тот посетил Витебск, Полоцк, Вильно и Ковно.
В 1705 году в числе первых стал кавалером польского ордена Белого орла.

### От Калиша до Полтавы
30 ноября 1705 года Меншиков был произведён в генералы от кавалерии и возглавил русскую кавалерию, как род войск. Вскоре вступил в конфликт с главнокомандующим русской армии генерал-фельдмаршал-лейтенантом Г. Б. Огильви, что едва не стало причиной разгрома русской армии под Гродно.
В кампании 1706 года во главе корволанта направлен на помощь саксонскому курфюрсту и польскому королю Августу II в Польшу, одержал победу над шведско-польским корпусом под Калишем 18 октября 1706 года, ставшую первой победой русских войск в «правильной битве»: противник не устоял перед стремительной атакой русских драгун и потерпел поражение. В решающий момент сам ринулся в бой, увлекая за собой подчинённых. Шведы потеряли несколько тысяч человек, командующий генерал А. Мардефельт попал в плен. Потери русских войск оказались незначительными. В награду за эту победу Меншиков получил от царя жезл, украшенный драгоценными камнями, и чин подполковника лейб-гвардии Преображенского полка (чин полковника принял сам царь Пётр).
Награды, получаемые Меншиковым, были не только военными. Ещё в 1702 году он, по ходатайству Петра, пожалован был титулом графа Священной Римской империи. Грамотой римского императора Леопольда I, от 19 (30) января 1705 года, генерал от кавалерии, Римской империи граф Александр Данилович Меншиков возведён, с нисходящим его потомством, в княжеское Римской империи достоинство.
Высочайшим повелением царя Петра I от 30 мая 1707 года генерал от кавалерии князь Римской империи Александр Данилович Меншиков возведён, с нисходящим его потомством, в княжеское Российского царства достоинство, с наименованием «князем Ижорской земли» и титулом «светлости». Кроме того, 30 мая (10 июня) 1707 года Меншиков пожалован в морские капитаны. Постепенно росло и материальное благосостояние светлейшего князя, число дарованных ему поместий и деревень.
В 1707 году, вновь во главе конницы, он выдвинулся к Люблину, а затем к Варшаве, где оставался до сентября. 28 сентября (9 октября) 1708 года, участвовал в сражении под Лесной, ставшем, по выражению Петра, «матерью Полтавской победы». За время между Лесной и Полтавой Меншиков часто проявлял ту прозорливость и стремительность, которых не хватало фельдмаршалу Шереметеву, разделявшему с ним высшее командование в армии. Получив известие об измене гетмана Мазепы, он взял приступом в ноябре столицу гетмана — город Батурин, разорив его, и перебил и перехватил большую часть казаков, собиравшихся уйти с гетманом к шведскому королю. За это Пётр I пожаловал князю принадлежавшее гетману Мазепе село Ивановское с деревнями.

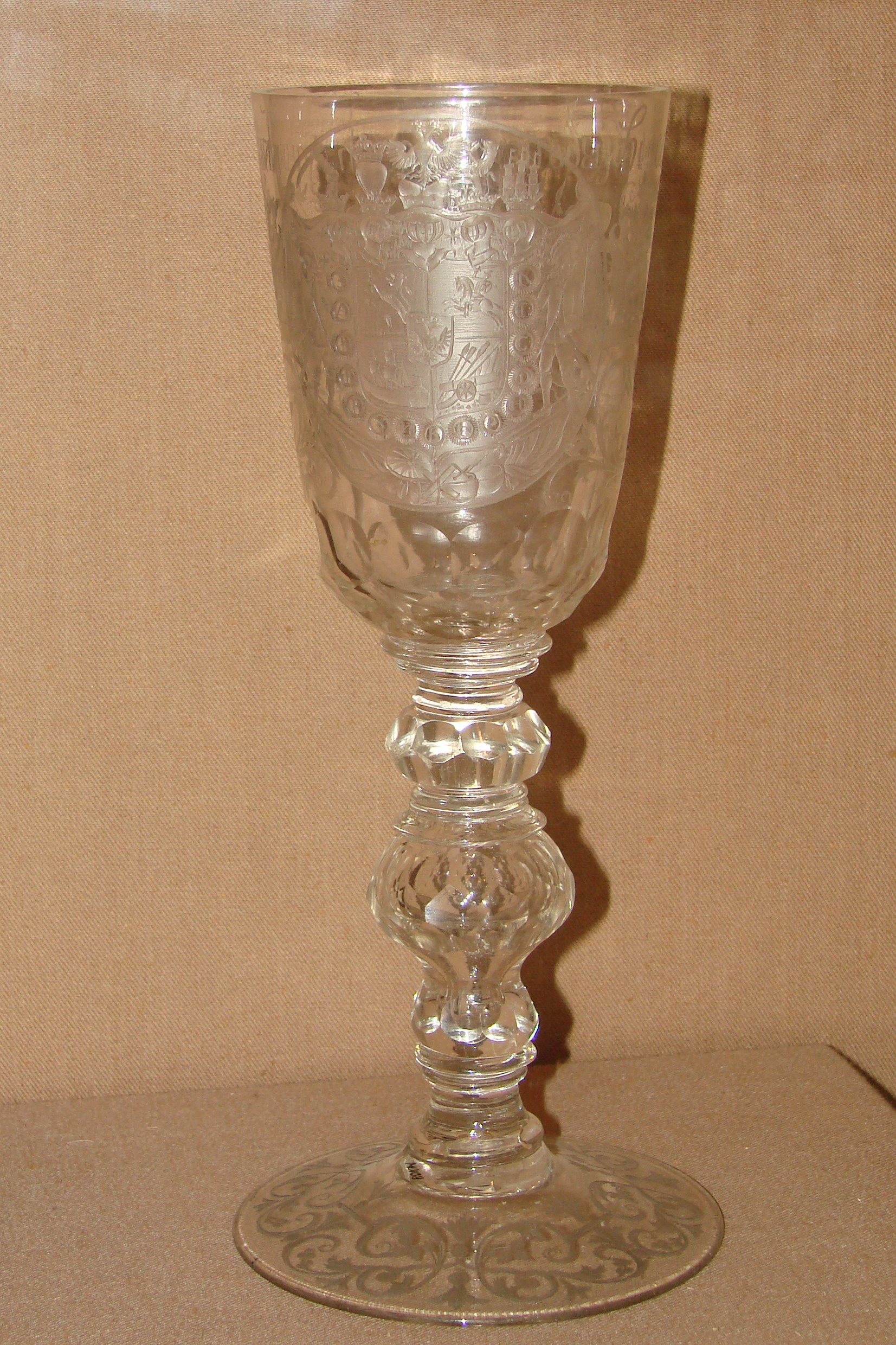
Личный кубок Меншикова

Пётр I во многих военных вопросах полностью доверял интуиции и расчётливому уму своего любимца; почти все инструкции, директивы и наставления, которые царь рассылал войскам, проходили через руки Меншикова. Он был у Петра как бы начальником штаба: подав мысль, царь нередко поручал разработать её своему ближайшему помощнику, и тот находил способ воплотить её в дело. Его быстрые и решительные действия вполне соответствовали кипучей энергии Петра.
Меншиков сыграл большую роль в Полтавском сражении 27 июня (8 июля) 1709 года, где командовал сначала авангардом, а затем левым флангом русской армии. Ещё до ввода в сражение главных сил он разгромил отряд генерала Шлиппенбаха, пленив последнего. В момент столкновения армий обрушился на корпус генерала Рооса, рассеяв его, что во многом предопределило победу русской армии. За время битвы под Меншиковым было убито три лошади.
Преследуя вместе с Голицыным бежавшую с поля сражения шведскую армию, Меншиков настиг её у переправы через Днепр у Переволочны и принудил капитулировать. Он сообщал из-под Переволочны: «Бегущего от нас неприятеля здесь мы настигли и только что сам король с изменником Мазепою в малых людях уходом спаслись, а остальных шведов всех живьём на аккорд в полон побрали, которых будет числом около десяти тысяч, между которыми генерал Левенгаупт и генерал-майор Крейц. Пушки, всю амуницию тоже взяли». Фактически в плену оказалось более 16 тысяч шведов.
За Полтаву Меншиков удостоен чина генерал-фельдмаршала. Кроме того, в его владения были переданы города Почеп и Ямполь с обширными волостями, увеличившие число его крепостных на 43 362 души мужского пола. По числу крепостных он стал вторым после царя душевладельцем в России. При торжественном въезде Петра в Москву 21 декабря 1709 года находился по правую руку царя, чем подчёркивались его исключительные заслуги.

«Но в тож время, — пишет в своей „Гистории о Петре I“ князь Куракин, — Александр Меньшиков почал приходить в великую милость, и до такаго градуса взошёл, что всё государство правил почитай, и дошёл до градуса фельдмаршала, и учинился от цесаря сперва графом имперским, а потом вскоре принцом, а от его величества дуком ижерским. И токмо ему единому давалось на письме и на словах светлость. И был такой сильной фаворит, что разве в римских гисториях находят».

### Заключительный этап Северной войны

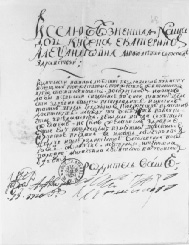
Письмо князя Меншикова дочери (1720)

В 1710—1711 годах Меншиков исправлял должность Санкт-Петербургского генерал-губернатора и не участвовал в неудачном Прутском походе 1711 года.
2 марта 1712 года Меншиков выехал из Санкт-Петербурга, чтобы возглавить русскую армию в Померании и Голштинии, после чего участвовал во взятии крепостей Штеттин и Тённинген. За заслуги получил от европейских монархов орден Слона (Дания) и орден Чёрного орла (Пруссия).
В феврале 1714 года Меншиков вернулся в Санкт-Петербург; на этом завершилось его участие в боевых действиях на суше. Он сосредоточился на вопросах внутреннего устройства государства, касаясь, вследствие его близости к царю, всех важнейших государственных забот.
В 1715 году Меншиков, имея брейд-вымпел на корабле «Шлиссельбург», с флотом прибыл в Ревель. За участие в морских делах против шведов и заботу о флоте 2 февраля 1716 года произведён в шаутбенахты (с 1709 года числился корабельным мастером, с 1712 года имел чин капитан-командора). В марте, будучи в Ревеле, имел главное наблюдение за постройкой гавани. Особое внимание Меншиков как генерал-губернатор уделил Санкт-Петербургу, значение которого особенно возросло с 1713 года, когда туда переехал двор, Сенат и дипломатический корпус. В апреле 1715 года, за отсутствием графа Апраксина, принял главную команду над кронштадтской эскадрой, заведовал всеми адмиралтейскими делами и постройкой адмиралтейской крепости в Санкт-Петербурге.
В 1718 году, имея флаг на корабле «Святой Александр», Меншиков находился в плавании с флотом к Ревелю и к Гангуту. В 1719 году по расписанию назначено иметь ему флаг на том же корабле, но в походе с флотом не был. 11 октября 1719 года назначен заведовать постройкой каменных домов на острове Котлин.
В 1721 году, имея флаг на корабле «Фридрихштадт», Меншиков командовал флотом у Красной Горки. В августе, во время примерного морского сражения, командовал частью судов, представлявшей неприятеля, тогда как другой частью командовал вице-адмирал Пётр Михайлов (государь).

## Злоупотребления

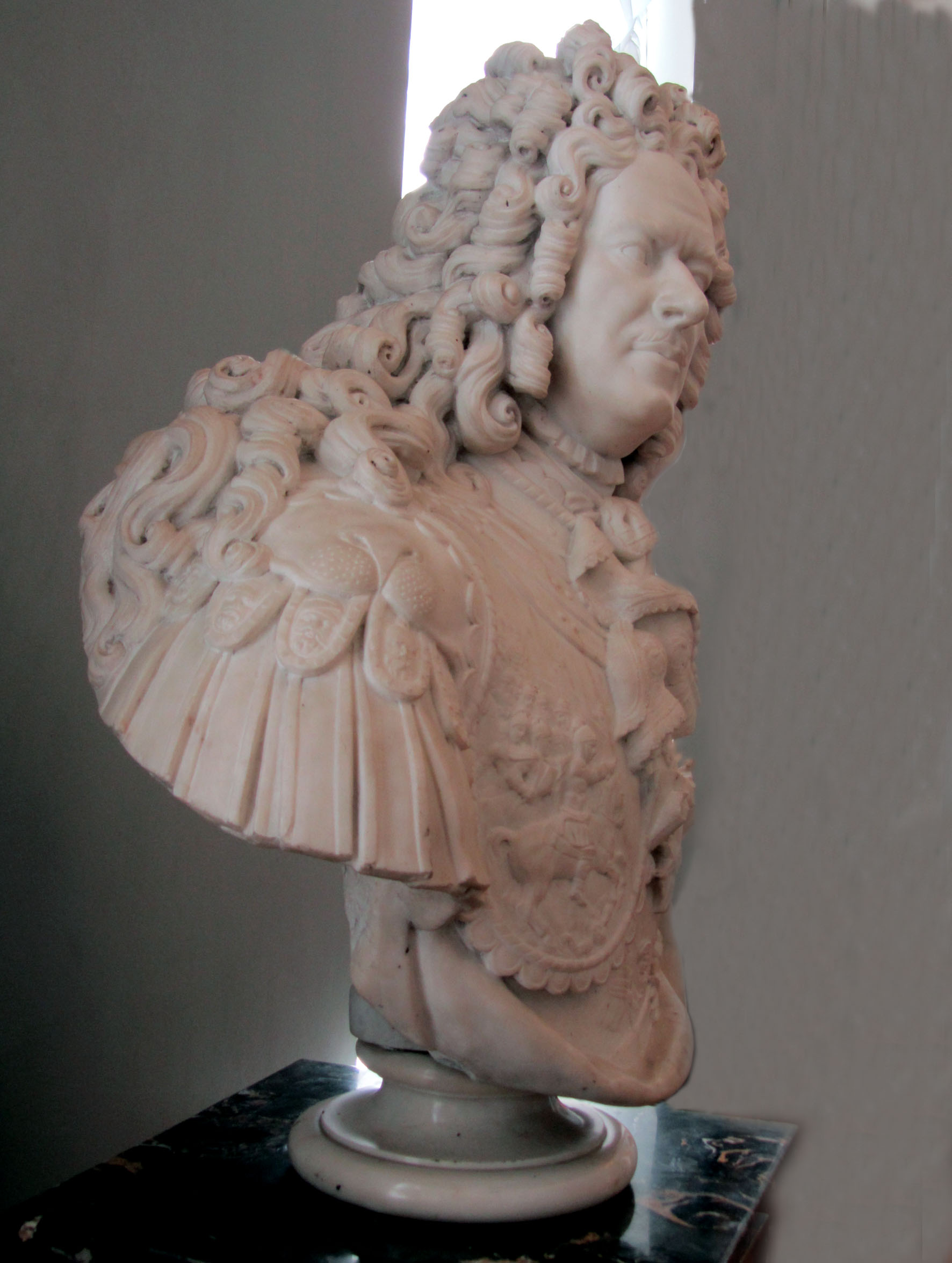
Бюст работы Карло Растрелли (копия И. Витали)

Меншиков неоднократно уличался в присвоении казённых средств и выплачивал крупные штрафы. «Где дело идёт о жизни или чести человека, то правосудие требует взвесить на весах беспристрастия как преступления его, так и заслуги, оказанные им отечеству и государю… — считал Пётр — …а он мне и впредь нужен».
Ещё в январе 1715 года, в связи с делом вице-губернатора Курбатова, вскрылись казённые злоупотребления Меншикова. Основной капитал составили отнятые под разными предлогами земли, вотчины, деревни. Специализировался на отнятии у наследников выморочного имущества. Также Меншиков укрывал раскольников, беглых крестьян, взимая с них плату за проживание на своих землях.
Дело о злоупотреблениях тянулось несколько лет, на Меншикова наложено было большое взыскание, но активным участием в осуждении на смерть царевича Алексея в 1718 году (его подпись в приговоре стояла первой) вернул себе монаршую милость. С созданием в 1719 году Государственной Военной коллегии он назначен был её первым президентом, с оставлением в должности Санкт-Петербургского генерал-губернатора, и отвечал за обустройство всех вооружённых сил России. В 1719 году Меншиков введён был Петром в состав Верховного суда для расследования случаев злоупотреблений по управлению, и, после того, как сам оказался под подозрением в финансовой нечистоплотности, добровольно выплатил в казну 100 тыс. золотых рублей. После заключения Ништадтского мира, завершившего длительную войну со шведами, он был произведён 22 октября 1721 года в вице-адмиралы.
В 1722 году вскрылись новые злоупотребления Меншикова, после чего он лишился уже своих украинских владений и выплатил 200 тыс. червонцев штрафа, но и в этот раз сумел остаться на службе, главным образом благодаря заступничеству жены Петра Екатерины.

«Меншиков пал бы непременно, — пишет в своих мемуарах граф Бассевич, — если б великодушная супруга царя не вступилась за него, представляя разгневанному монарху, что среди стольких вельмож, все еще привязанных к варварским обычаям, которые он старается смягчать, ему нужен слуга способный и мужественный, получивший и знатность, и богатство только от него, обязанный, следовательно, безусловно подчиняться его воле, — одним словом, такой, как князь Меншиков, которому он никогда не найдет равного…»
В 1723 году Меншиков имел свой флаг на корабле «Фридрихштадт». 11 августа 1723 года, во время церемонии встречи флотом ботика, «дедушки русского флота», исправлял на нём должность лоцмана и бросал лот.
В мае 1724 года Меншиков присутствовал при коронации Екатерины I Петром в императрицы, шёл по правую руку от царя. Вместе с тем в 1724 году Меншиков переживал очередную опалу: за значительные злоупотребления он был лишён должностей президента Военной коллегии (сменён А. И. Репниным в январе 1724 года) и генерал-губернатора Петербурга (сменён П. М. Апраксиным в мае 1724 года). Однако в январе 1725 года Пётр допустил Меншикова к своему смертному одру, что было расценено как прощение.

## Фактическое правление страной

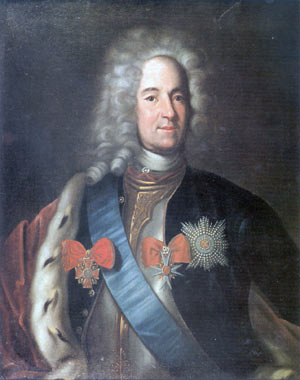
Портрет А. Д. Меншикова. Неизвестный мастер, сер. XVIII в. Государственный музей «Усадьба Кусково»

Сразу после смерти Петра Меншиков, опираясь на гвардию и виднейших государственных сановников, в январе 1725 года возвёл на престол жену покойного императора Екатерину I и стал фактическим правителем страны, сосредоточив в своих руках огромную власть и подчинив себе армию. В январе 1725 года он вернул себе должность Санкт-Петербургского генерал-губернатора, в 1726 году — должность президента Военной коллегии. 30 августа 1725 года новая императрица Екатерина I произвела его в кавалеры ордена Святого Александра Невского, а в декабре того же года распорядилась закрыть судебное дело против него. В 1726 году он участвовал в переговорах о заключении русско-австрийского союза, а в 1727 году, наткнувшись на сопротивление курляндского дворянства, не желавшего видеть его своим герцогом, отдал приказ о вводе российских войск в Курляндию.
С воцарением Петра II (сына царевича Алексея Петровича) 6 мая 1727 года Меншиков поначалу сохранил своё влияние: 6 мая удостоен чина полного адмирала, 13 мая пожалован чином генералиссимуса, а 23 мая его дочь Мария была обручена с юным императором. Одним из важнейших дел Меншикова в качестве фактического правителя государства, выражаясь языком Иоганна Эрнста Миниха, «регента империи», стала ликвидация Малороссийской коллегии и восстановление украинского гетманства.
В мае 1727 года «светлейшему» удалось ликвидировать направленный против него заговор П. А. Толстого и А. М. Девиера, которые были арестованы, подвергнуты пыткам и сосланы: первый в Соловецкий монастырь, второй — в Сибирь.
Иностранные дворы оказывали Меншикову особенное уважение: император Карл VI пожаловал ему герцогство Козель в Силезии, именовал в письме своём от 19/30 июня «высокорожденным, любезным дядею» и изъявлял свою радость о предстоявшем бракосочетании 11-летнего Петра II с его 15-летней дочерью Марией. Король Прусский препроводил сыну Меншикова орден Чёрного Орла; наследный принц Ангальт-Дессау искал руки княжны Александры.
Однако внешнеполитические действия Меншикова, заключившего 6 августа 1726 года невыгодный для России союзный договор с Веной, а также его намерение породниться с императорской семьёй вызывали не только недовольство со стороны родовитой русской знати, включая Долгоруких и Голицыных, но и серьёзную обеспокоенность со стороны государственных мужей, включая генерал-прокурора П. И. Ягужинского, петербургского генерал-полицмейстера А. М. Девиера и обер-прокурора сената Г. Г. Скорнякова-Писарева. Влиятельный вице-канцлер А. И. Остерман, которому Меншиков всецело доверял, фактически вёл, как оказалось, «двойную игру». Интриги против «светлейшего» плели и иностранные дворы, в первую очередь зять Петра герцог Карл Фридрих Гольштейн-Готторпский и проживавший с ним в России глава голштинского правительства Геннинг Фридрих Бассевич. Недооценив своих недоброжелателей, а также по причине продолжительной болезни (историки медицины предполагают, что он страдал туберкулёзным артритом), «светлейший» утратил влияние на юного императора и вскоре был отстранён от управления государством.

## Ссылка и смерть
8 сентября 1727 года Меншиков был арестован, и, по результатам работы следственной комиссии Верховного Тайного совета, без суда, указом императора Петра II отправлен 11 сентября со всеми членами семьи в ссылку в собственное имение — крепость Раненбург (в современной Липецкой области), где проживал под воинским надзором, но в относительно комфортных условиях в течение примерно полугода.

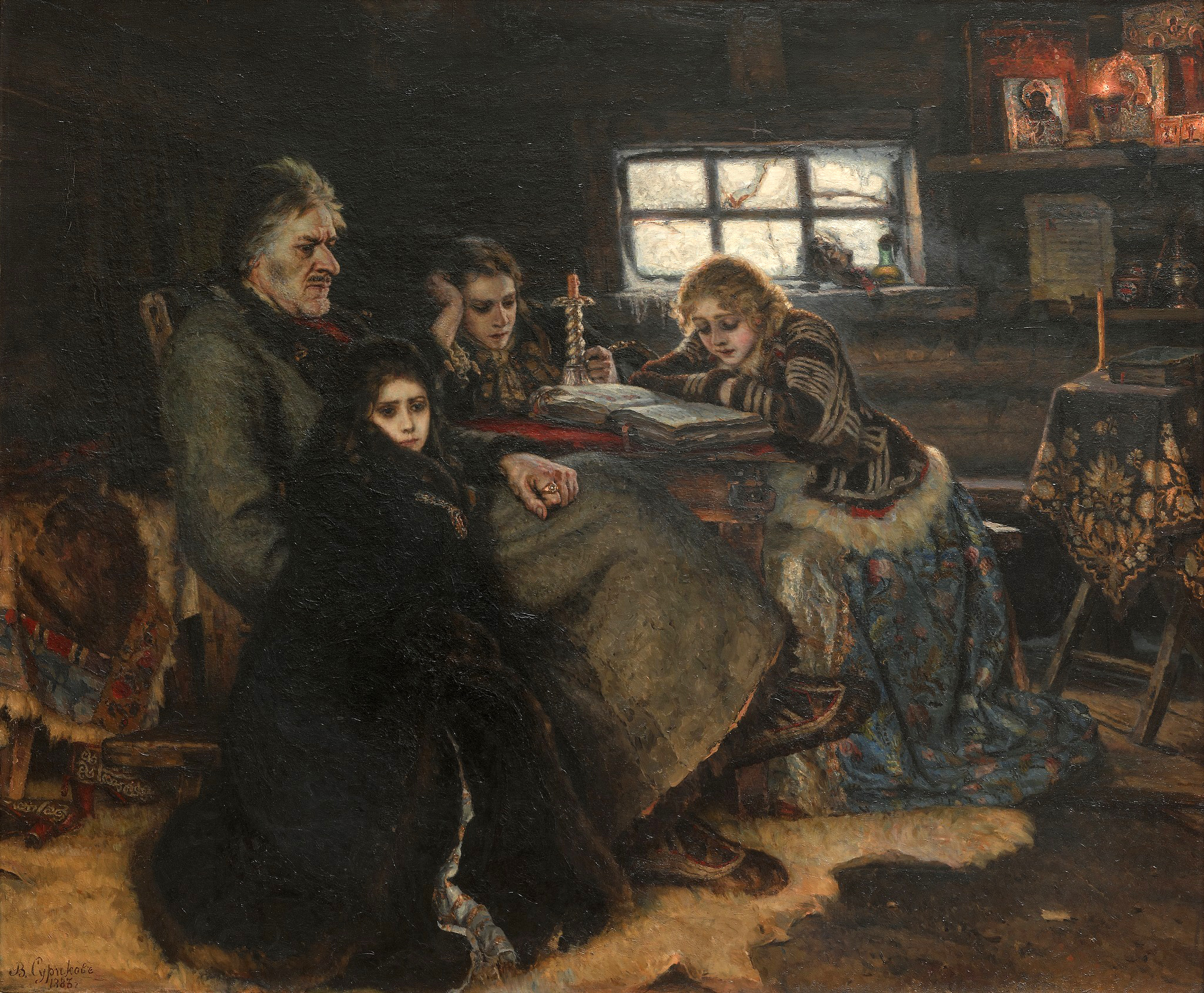
Василий Суриков. «Меншиков в Берёзове» (1883)

Однако, невзирая на то что никаких оснований для подозрений Меншикова в государственной измене у Верховного тайного совета не было, после получения императором оправдывавшего опального временщика подмётного письма, именным указом и распоряжением Верховного тайного совета он был лишён всех занимаемых должностей, титулов, наград и имущества и 8 апреля 1728 года отправлен в новую ссылку в городок Берёзов Сибирской губернии. К тому времени одних только крепостных мужского пола во владениях Меншикова насчитывалось почти 100 тыс.; помимо 14 млн рублей у него было конфисковано несколько сотен пудов золота, серебра и бриллиантов и других драгоценных камней, в том числе знаменитый рубин, а также города Ораниенбаум, Ямбург, Копорье, Раненбург, Почеп и Батурин.
Жена Меншикова, княгиня Дарья Михайловна, любимица Петра I, скончалась в пути (в мае 1728 года в 12 вёрстах от Казани) и была похоронена в селе Верхний Услон.
В Берёзове Меншиков сам построил себе деревенский дом (вместе с 8 верными слугами) и церквушку. Известно его высказывание того периода: «С простой жизни начинал, простой жизнью и закончу».
Хотя Николай Костомаров, опираясь на свидетельство Манштейна, считал причиной смерти Меншикова вызванный полнокровием апоплексический удар, известно, что осенью 1729 года в Сибири началась эпидемия оспы, унёсшая жизнь его дочери Марии. Сам Меншиков умер 12 ноября 1729 года в возрасте 56 лет и был похоронен у алтаря церкви Рождества Богородицы, построенной его собственными руками. Много лет спустя река Северная Сосьва смыла эту могилу.

## Семья и потомки
Супруга Меншикова Дарья Михайловна Арсеньева родилась в семье якутского воеводы и стольника Михаила Афанасьевича Арсеньева и в 1686 году поступила в услужение к сестре Петра царевне Наталье Алексеевне. Знакомство её с царским любимцем произошло, вероятно, около 1690 года, хотя в законный брак с ним она вступила лишь в 1706 году.
Старшая дочь Меншикова Мария умерла 26 декабря 1729 года в Берёзове. Младшая дочь, Александра, Бирон в замужестве, вернувшись со своим братом из ссылки, умерла при родах в 1736 году. Продолжил род Меншиковых самый младший из детей Меншиковых — сын Александр.
Из потомков Александра Даниловича наиболее известен его правнук князь Александр Сергеевич Меншиков, военно-морской деятель, адмирал, главнокомандующий сухопутными и морскими силами в Крымской войне 1853—1856 годов. В 1863 году А. С. Меншиков построил часовню над могилой своей прабабки в селе Верхний Услон. Княжеский род Меншиковых пресёкся в мужском колене в 1893 году.
Известно о трёх сёстрах Меншикова: Татьяне, Марфе (Марии) и Анне, которая вышла замуж (помимо его воли) за португальца Антона Девиера. Марфа была выдана братом замуж за генерал-майора Алексея Головина (ум. 1718), попавшего под Полтавой в плен к шведам; её дочь Анна Яковлевна в первом браке была за царским родственником М. И. Леонтьевым, во втором — за морским офицером З. Д. Мишуковым.

## Оценка деятельности
Пётр считал Меншикова незаменимым соратником. Меншиков обладал умом, кипучей энергией, хваткой и интуицией. «Счастья баловень безродный, полудержавный властелин», как назвал Меншикова в поэме «Полтава» Пушкин. После смерти Лефорта Пётр сказал о Меншикове: «Осталась у меня одна рука, вороватая, да верная». Вместе с тем ещё в феврале 1699 года секретарь австрийского посольства Иоганн Георг Корб записал в своём дневнике:

«Говорят, что один из министров ходатайствовал перед царем, чтобы он своего любимца, Александра, возвёл в дворянское достоинство и дал ему звание стольника, на что царь отвечал: „Александр уже и без того присваивает себе почести, на которые не имеет права, и честолюбие следует более унимать, чем поощрять“».
Казнокрадство, самоуправство и подозрения в изменнических сношениях с врагами России, не получившие, впрочем, документальных подтверждений, вынуждали Петра, особенно в последние годы его жизни, держать Меншикова на расстоянии, почти на грани опалы. Начиная с 1714 года бывший царский любимец практически непрерывно находился под следствием. В период правления неспособной к государственным делам императрицы Екатерины I и в петербургский период правления Петра II, малолетнего внука Петра I, Меншиков на два года стал фактическим правителем государства, однако из-за неумеренной амбициозности, даже заносчивости нажил себе множество врагов и в конце жизни потерял все свои приобретения.

«Из ничтожества возвысившись до высших степеней, — пишет Манштейн, — Меншиков мог бы с честью окончить своё поприще, если бы не увлекло его честолюбие до притязания возвести своё потомство на русский престол».

«Страшный урок для фаворитов, — констатирует испанский посол герцог де Лириа, — ибо Меншиков был таковым и, управляя Россией деспотически, вдруг лишился и чести, и имения, и был принуждён кончить дни свои… на берегах Белого моря, где трудами рук своих он снискивал себе пропитание».

## Лондонское королевское общество

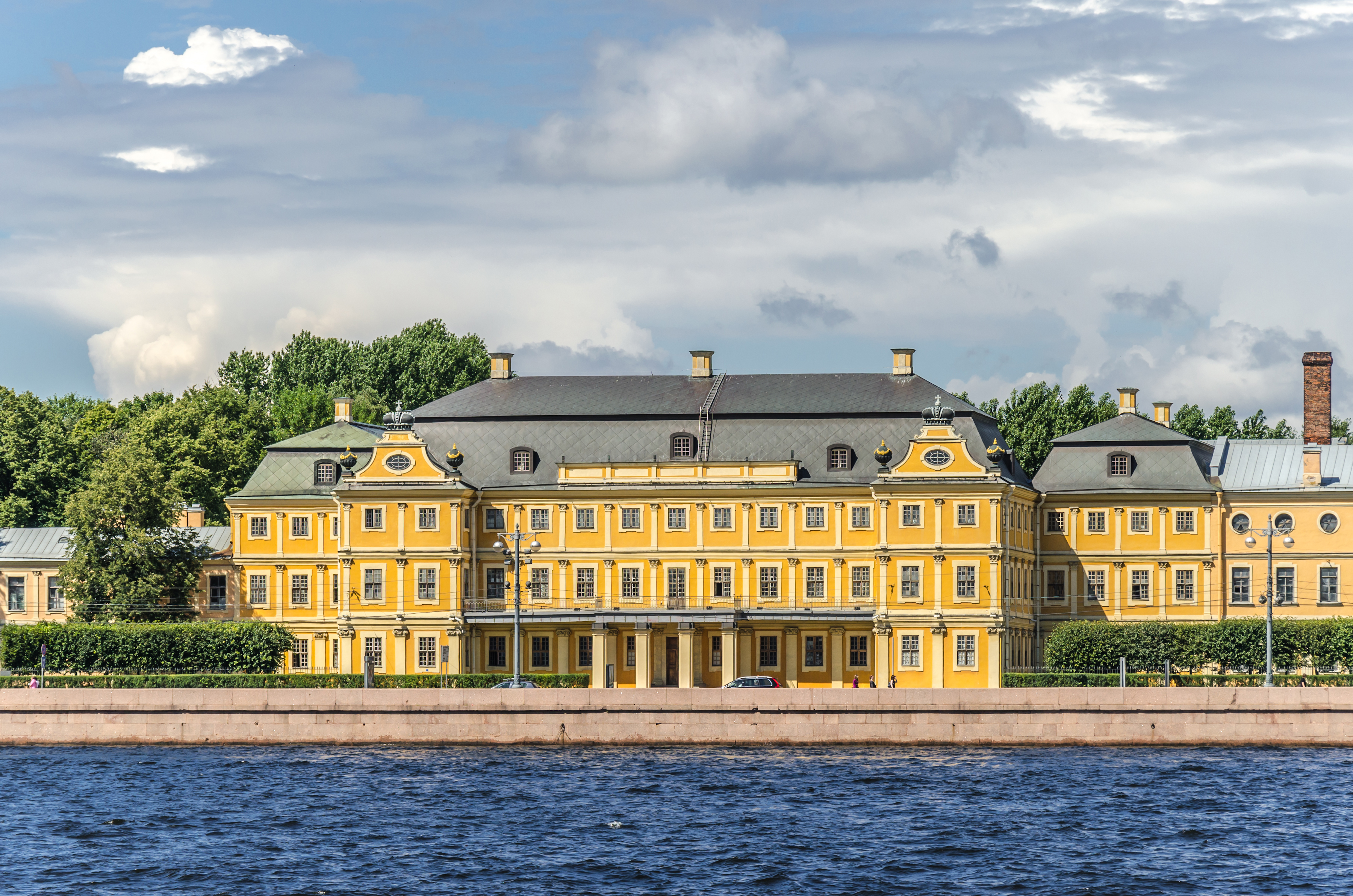
Меншиковский дворец на Васильевском острове

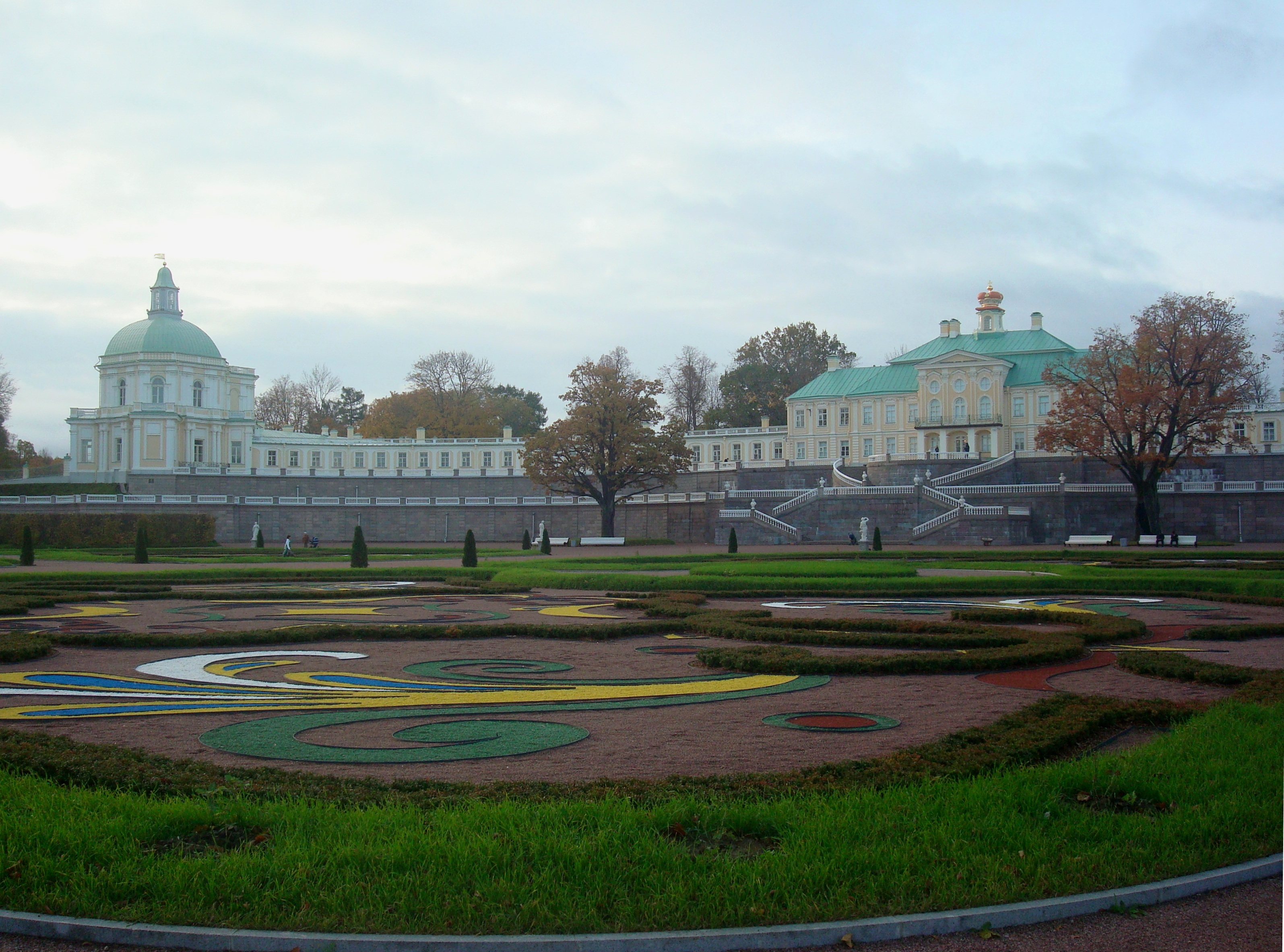
Меншиковский дворец в Ораниенбауме

25 октября 1714 года Александр Данилович Меншиков был избран членом Лондонского королевского общества. Письмо о принятии было написано ему лично президентом общества Исааком Ньютоном, указавшего в нём, что звание присваивалось за содействие русскому царю «в распространении хороших книг и наук». Оригинал письма хранится в архиве Российской академии наук. Меншиков стал первым русским членом Лондонского Королевского общества.

«Два следствия вступления Меншикова в Королевское общество, — пишет Н. И. Павленко, — можно выявить и по документам архивного фонда Меншикова. С одной стороны, в фонде сохранился диплом Королевского общества, выданный Меншикову, с другой — документы этого же фонда отразили любопытную деталь: Данилыч ни разу не рискнул упомянуть о своей принадлежности к Королевскому обществу и украсить свой титул ещё тремя дополнительными словами: член Королевского общества. Скромностью Меншиков не отличался, но в данном случае здравый смысл взял верх над тщеславием».

## Награды
- Орден Святого апостола Андрея Первозванного (10 мая 1703)
- Орден Святого Александра Невского (30 августа 1725)
- Орден Белого орла (Речь Посполитая, 1 ноября 1705)
- Орден Слона (Дания, 1710)
- Орден Чёрного орла (Пруссия, 1713)

## Имения
- Меншиковский дворец в Санкт-Петербурге
- Ораниенбаум с Большим Меншиковским дворцом
- Дворец в Кронштадте
- Дворец в Москве
- Подмосковный Алексеевский дворец (не сохранился)
- Раненбургская крепость (почти не сохранилась)

## Память о Меншикове

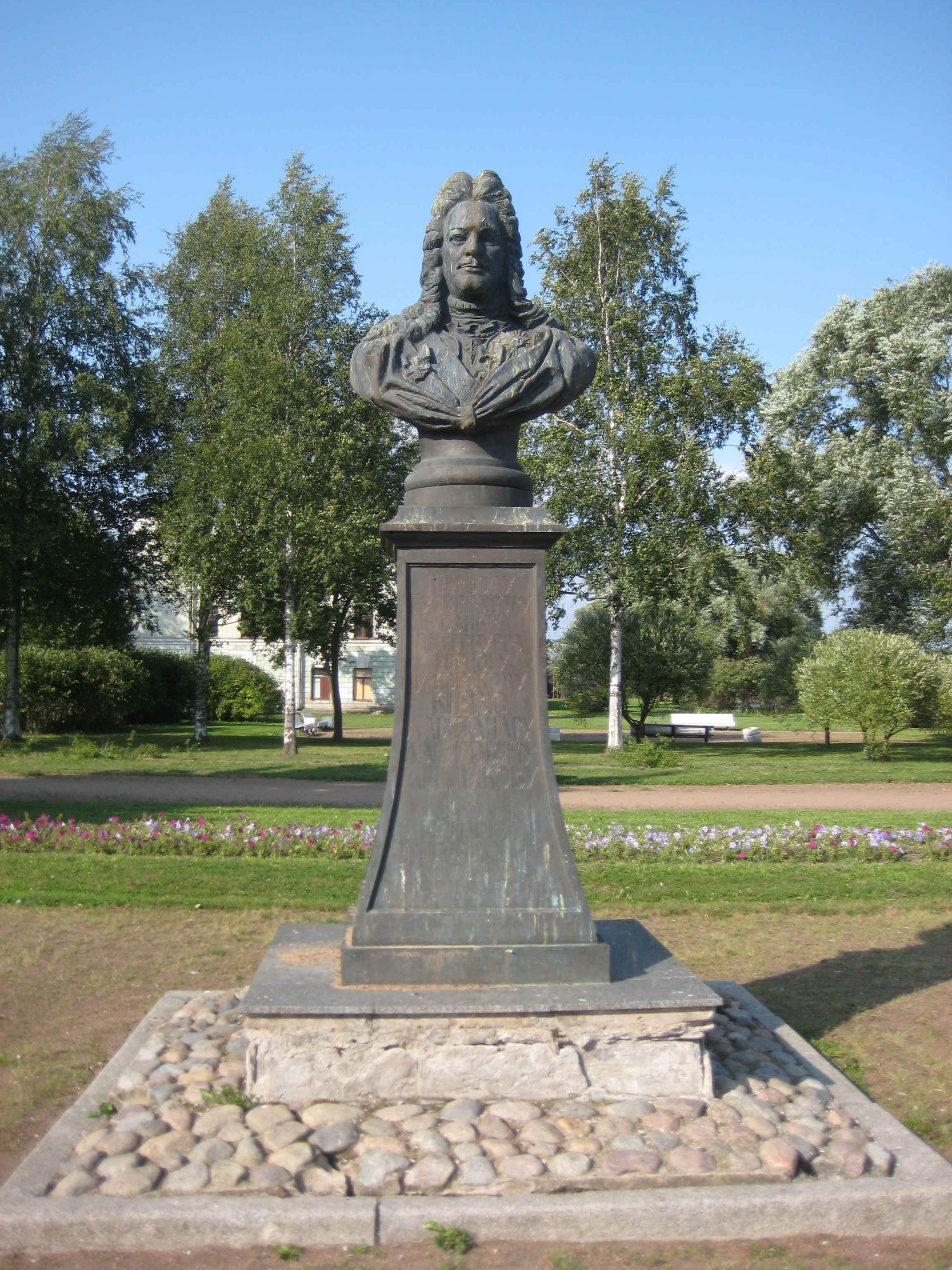
Памятник Александра Меншикову в Колпино, 1997

- В Москве имя генералиссимуса сохранила Меншикова башня.
- В Петербурге в 1903 году появился Меншиковский проспект.
- В Колпино (Санкт-Петербург) в 1997 году был поставлен бронзовый бюст основателю города, герцогу Ижорскому Александру Даниловичу Меншикову (скульптор А. С. Чаркин, архитектор В. С. Васильковский)[83].
- В курдонёре Меншиковского дворца 15 ноября 2002 года открыт бронзовый бюст Меншикова (скульптор М. Т. Литовченко, архитектор О. А. Брунина)[84].
- В посёлке Берёзово (Ханты-Мансийский автономный округ), куда был сослан Александр Меншиков, в 1993 году ему был воздвигнут памятник (скульптор Андрей Антонов, архитектор Н. А. Мамаев).
- В честь Александра Меншикова назван астероид (3889) Меншиков, открытый в 1972 году советским астрономом Людмилой Журавлёвой.

## В культуре
Персонаж романов «Пётр Первый» Алексея Н. Толстого, «Тобол» Алексея Иванова.
Киновоплощения
- Владимир Карин-Якубовский («Царевич Алексей», 1918)
- Михаил Иванович Жаров («Пётр Первый», 1937—1938)
- Владимир Меньшов («Сказ про то, как царь Пётр арапа женил», 1976; «Царевич Алексей», 1997)
- Николай Ерёменко мл. («Юность Петра», «В начале славных дел», 1980)
- Сергей Паршин («Россия молодая», 1981)
- Леонид Куравлёв («Демидовы», 1983)
- Хельмут Грим («Пётр Великий)», «Peter the Great», СССР — США, 1986)
- Сергей Шакуров («Тайны дворцовых переворотов», 2000—2001)
- Андрей Рыклин («Слуга государев», 2007; «Записки экспедитора Тайной канцелярии», 2010)
- Сергей Маковецкий («Пётр Первый. Завещание», 2011)
- Павел Воля («Тайна Печати дракона», 2018)
- Павел Майков («Тобол», 2018—2020)
- Ян Цапник («Собор», 2021)
- Виктор Раков («Елизавета», 2022)
- Игорь Гордин («Императрицы», 2023)

## Комментарии
1. ↑  В авторстве которого, по словам испанского посла де Лириа, подозревался духовник царицы-бабки Евдокии Лопухиной.
2. ↑  В современных публикациях её мужем указывают стольника Ивана Калиновича Пушкина (ум. 1740), хотя наиболее авторитетным биографам Меншикова (напр., Н. И. Павленко) о её браке вообще ничего не известно. В дореволюционных публикациях её считали женой дьяка Василия Алексеевича Эверлакова, чьи дочери были выданы замуж: Мария — за М. И. Леонтьева (троюродного брата Петра I) и  Аграфена — за И. В. Панина (отца Никиты, Петра Паниных, и Аграфены Куракиной).
3. ↑  Традиционно отождествляется с Алексеем Алексеевичем Головиным, младшим братом Ф. А. Головина. Павленко неизменно упоминает его с отчеством «Фёдорович».
4. ↑  Далее герцог Лирийский ошибочно упоминает некий «монастырь», вероятно Соловецкий, явно путая А. Д. Меншикова с графом П. А. Толстым.